# Биргеуань (комуна)
Биргеуань, Биргеуані (рум. Bârgăuani) — комуна у повіті Нямц в Румунії. До складу комуни входять такі села (дані про населення за 2002 рік):
- Баратка (50 осіб)
- Бахна-Маре (22 особи)
- Беленешть (579 осіб)
- Биргеуань (1257 осіб)
- Бряза (241 особа)
- Вледічень (436 осіб)
- Гелеєшть (162 особи)
- Дирлоая (224 особи)
- Кілія (338 осіб)
- Талпа (377 осіб)
- Хиртоп (283 особи)
- Хомічень (101 особа)
- Чертієнь (169 осіб)

Комуна розташована на відстані 288 км на північ від Бухареста, 22 км на схід від П'ятра-Нямца, 73 км на захід від Ясс.

## Населення
За даними перепису населення 2002 року у комуні проживали 4239 осіб, усі — румуни. Усі жителі комуни рідною мовою назвали румунську.
Склад населення комуни за віросповіданням:
| Релігія       | Кількість осіб | Відсоток |
| ------------- | -------------- | -------- |
| православні   | 2664           | 62,8%    |
| римо-католики | 1564           | 36,9%    |
| баптисти      | 6              | 0,1%     |
| п'ятдесятники | 1              | < 0,1%   |
| бретрени      | 1              | < 0,1%   |
| старообрядці  | 1              | < 0,1%   |